# Lacub
Lacub è una municipalità di quinta classe delle Filippine, situata nella provincia di Abra nella Regione Amministrativa Cordillera.
Lacub è formata da 6 baranggay:
- Bacag
- Buneg
- Guinguinabang
- Lan-ag
- Pacoc
- Poblacion (Talampac)